# Sv. Anna Samotřetí z Chebu
Sv. Anna Samotřetí z Chebu je pozdně gotická socha z první čtvrtiny 16. století neznámé provenience. Ze starého fondu chebského muzea byla převedena do Galerie výtvarného umění v Chebu.

## Popis a zařazení
Plně plastická socha z lipového dřeva 72 × 26 × 17 cm, vzadu rovně seříznutá. Vzácně se zachovalo původní zlacení a polychromie, včetně inkarnátů. Chybí postava Ježíška a zápěstí ruky Panny Marie. Restaurovali D. Blažková (1961, 1972) a J. Živný (1986). Inv. č. P 12.
Sv. Anna je zobrazena v kontrapostu s vykročenou pravou nohou, jejíž koleno vystupuje pod řasením pláště. K její levé noze se tiskne malá postava Marie, která vzhlíží ke svému synovi na pravé zdvižené ruce sv. Anny. Z postavy Ježíška se zachovalo pouze torzo nohy. Kompozice v uzavřeném kubickém tvaru vychází z kresby Albrechta Dürera z doby kolem r. 1500 (Budapešť). Anna má na sobě těsný živůtek zdobený řasením a plášť s kapucí. Má mladistvý obličej s nevýraznými rysy, rovným nosem a semknutými rty.
Marie je zobrazena jako mladá dívka v těsném šatu, s rukávy prostřiženými podle dobové módy. Její dlouhé vlasy, splývající na zádech až k pasu, zdobí nevysoká korunka.
Sv. Anna, babička Ježíška a matka Panny Marie, byla uctívána v hornických městech v Krušnohoří jako patronka rodiny a ochránkyně manželství. S rozvojem kultu sv. Anny souvisí také získání jejích ostatků z ostrova Rhodos saským kurfiřtem Fridrichem Moudrým (r. 1493). Socha pravděpodobně pochází z některé saské dílny v okruhu Freibergu. Na Chebsku nemá žádné vazby k předchozí místní tvorbě a nejbližší paralely se nacházejí v severozápadních Čechách. Sochy spojuje zejména podobný obličejový typ a detaily ostře řezané drapérie. Chebská socha sv. Anny hypoteticky mohla souviset se vznikem nového poutního místa sv. Anny v Horním Pelhřimově (Ober Pilmersreuth, zanikl v 50. letech), uváděného v dokumentech chebských měšťanů z roku 1519.

### Příbuzná díla
- Sv. Anna Samotřetí, Muzeum Most
- Sv. Anna Samotřetí, Kostel svaté Anny
- Panna Marie pod křížem, Muzeum v Teplicích
- Sv. Petr a Pavel, kostel sv. Ducha v Mostu (sochy známy z archivního snímku, dnes nezvěstné)
- Panna Marie s Ježíškem, děkanský kostel v Mostě